# Руджиноаса (комуна, Нямц)
Руджиноаса (рум. Ruginoasa) — комуна у повіті Нямц в Румунії. До складу комуни входять такі села (дані про населення за 2002 рік):
- Бозієній-де-Сус (421 особа)
- Руджиноаса (1678 осіб)

Комуна розташована на відстані 287 км на північ від Бухареста, 26 км на схід від П'ятра-Нямца, 69 км на захід від Ясс.

## Населення
У 2009 року у комуні проживали 2004 особи.

## Зовнішні посилання
- Дані про комуну Руджиноаса на сайті Ghidul Primăriilor